# Ana Paula Ribeiro Tavares
Ana Paula Ribeiro Tavares (Lubango, Huíla, Angola, 30 d'octubre de 1952) és una historiadora i poetessa angolesa. Començà a estudiar història a la Facultat de Lletres de Lubango (avui ISCED, Instituto Superior de Ciências da Educação do Lubango), que va acabar a Lisboa. Entre 1983 i 1985 va dirigir a Luanda el Gabinete de Investigação do Centro Nacional de Documentação e Investigação Histórica i participà en el jurat del Premi Nacional de Literatura d'Angola el 1988 i 1989.
En 1996 va concloure el màster en Literatures Africanes. Actualment viu a Portugal, on s'ha doctorat en literatura i ensenya a la Universitat Catòlica de Lisboa. Sempre ha treballat en l'àrea de la cultura, museologia, arqueologia i etnologia, patrimoni, animació cultural i ensenyament.
Tant en la prosa com en la poesia d'Ana Paula Tavares estan presents en diverses antologies publicades a Portugal, Brasil, França, Alemanya, Espanya i Suècia.

## Influències
L'obra d'Ana Paula Tavares manté influència d'autors brasilers com Manuel Bandeira, Jorge Amado, Carlos Drummond de Andrade i João Cabral de Mello Neto, les obres dels quals arribaven a Angola per mitjà de viatjants. Segons ella, no sols la literatura, sinó també la música brasilera influí en els seus escrit.

## Obres
- Ritos de passagem (poesia). Luanda: UEA, 1985 [2ª ed. Lisboa: Caminho, 2007].
- Sangue da buganvília: crônicas (prosa). Centro Cultural Português Praia-Mindelo, 1998.
- O Lago da Lua (poesia). Lisboa: Caminho, 1999.
- Dizes-me coisas amargas como os frutos (poesia). Lisboa: Caminho, 2001.
- Ex- votos, 2003
- A Cabeça de Salomé (prosa). Lisboa: Caminho, 2004.
- Os olhos do homem que chorava no rio (conte), amb Manuel Jorge Marmelo. Lisboa: Caminho, 2005.
- Manual Para Amantes Desesperados (poesia). Lisboa: Caminho, 2007.